# Muntiacus crinifrons
Muntiacus crinifrons är en däggdjursart som först beskrevs av Sclater 1885.  Muntiacus crinifrons ingår i släktet Muntiacus och familjen hjortdjur. IUCN kategoriserar arten globalt som sårbar. Inga underarter finns listade i Catalogue of Life.
Det svenska trivialnamnet svart muntjak förekommer för arten.

## Utseende
Individerna når en kroppslängd (huvud och bål) av 98 till 132 cm, en mankhöjd av 62 till 78 cm samt en vikt av 21 till 28,5 kg. Pälsen på ovansidan har en svartbrun grundfärg. Oftast förekommer orange mönster vid öronen, nosen och vid andra delar av huvudet. Flera exemplar har en gulaktig skugga på halsen. Typisk för arten är även svansens vita undersida. Horn finns bara hos hannarna och hornens längd är 20 till 60 cm. Mellan hornen förekommer en kanelbrun till rödbrun tofs. Hos honorna finns tofsen mellan ögonen. Djurets vinterpäls är allmänt mörkare och tjockare. I motsats till flera andra hjortdjur har ungar bara ett fåtal vita punkter på ovansidans päls. Liksom hos andra muntjaker förekommer hos hannar förlängda övre hörntänder.

## Utbredning
Detta hovdjur förekommer i östra Kina i provinserna Anhui, Fujian, Jiangxi och Zhejiang. En liten avskild population finns vid staden Ningbo. Arten lever i kulliga områden och i bergstrakter mellan 200 och 1000 meter över havet. Habitatet utgörs av skogar med tät undervegetation samt av buskskogar.

## Ekologi
Muntiacus crinifrons äter olika växtdelar som blad, gräs, örter, kvistar och frukter. Honor kan para sig hela året och vissa honor är dräktiga när de fortfarande har diande ungar. Vanligen föds en unge efter 120 dagar dräktighet. Ungen blir könsmogen ett år efter födelsen.
När honan inte är brunstig lever individerna ensam eller i mindre grupper. Exemplar som hölls i fångenskap levde upp till 11 år. En individ som känner sig hotad höjer svansen och lyfter håren av huvudets tofs. Troligtvis meddelas fienden eller konkurrenten på så sätt att den blev upptäckt.
Individerna markerar reviret med körtelvätska och troligtvis har några läten samma syfte. Muntiacus crinifrons jagas av asiatisk vildhund och den faller antagligen ibland offer för leoparden.

## Bildgalleri

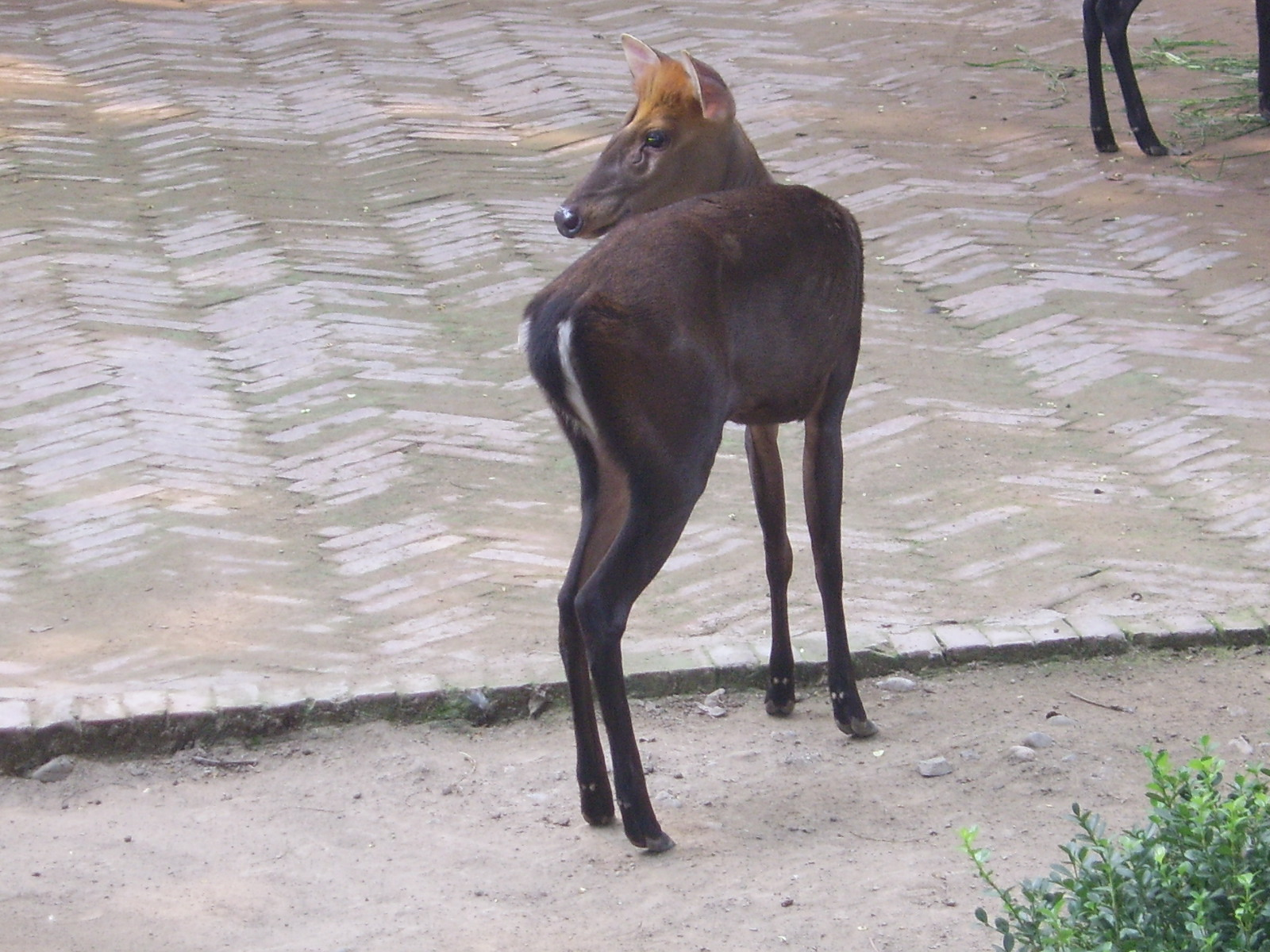
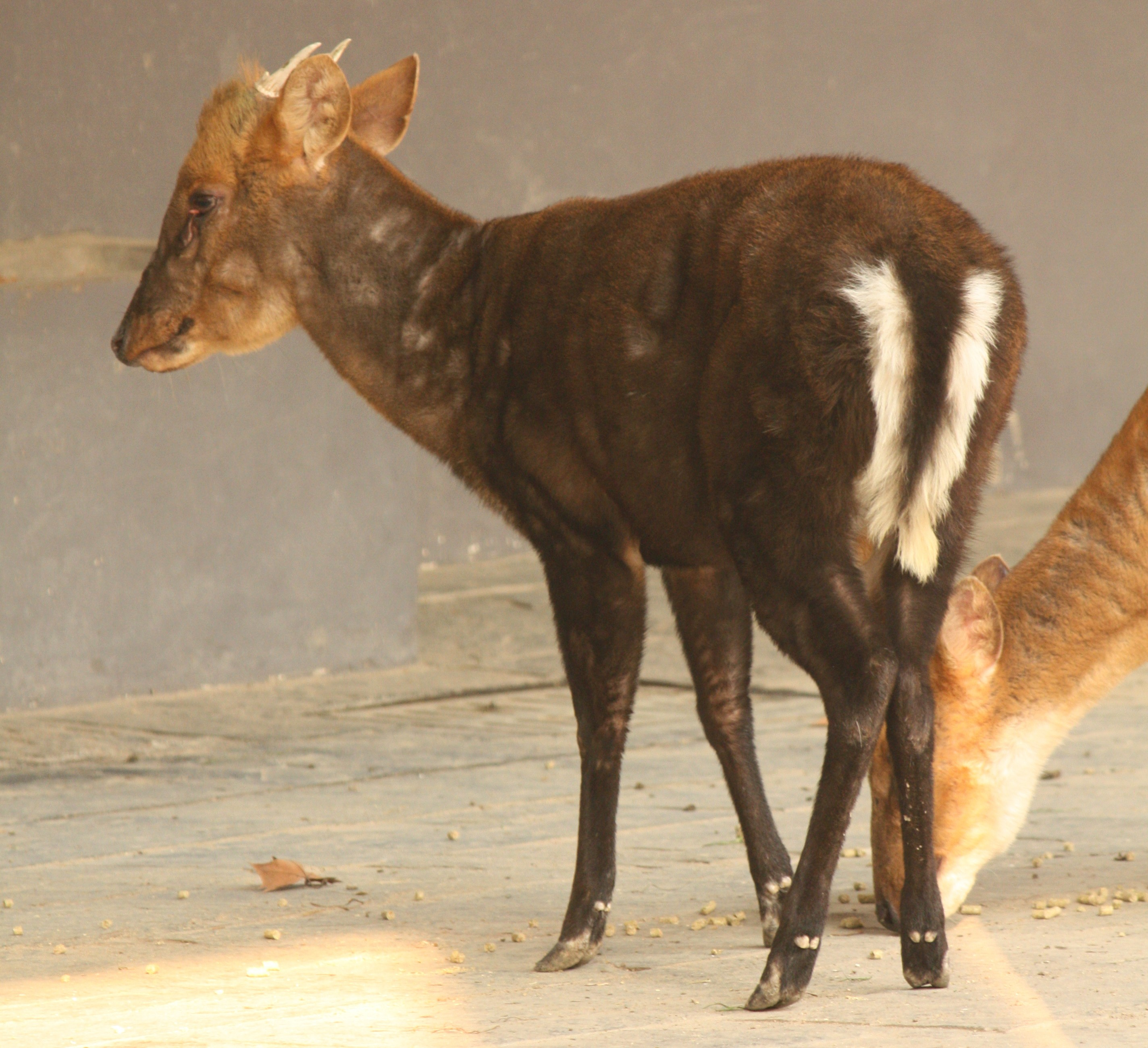
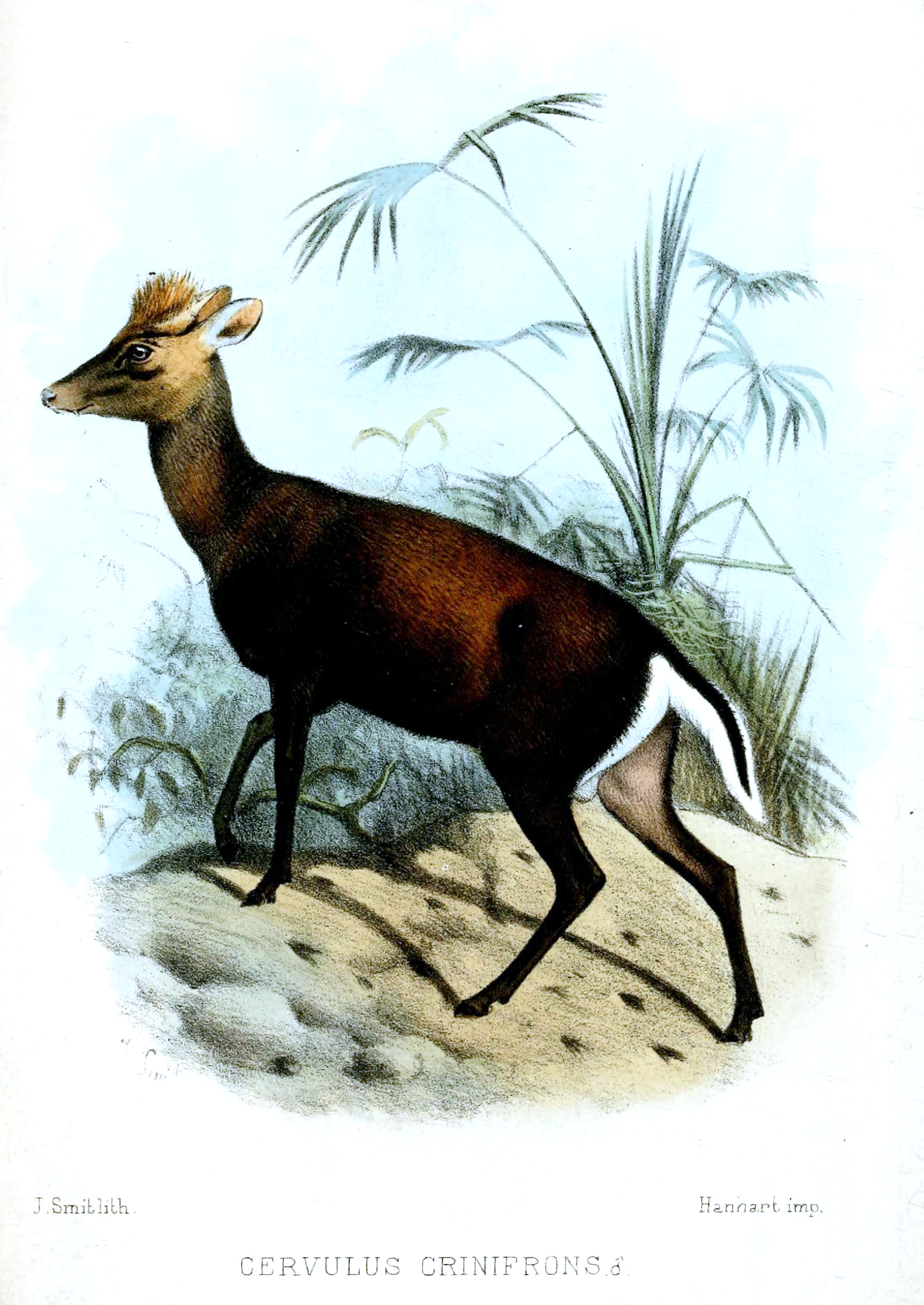